# Station Kijkuit (België)
Het station Kijkuit is een spoorweghalte langs spoorlijn 12 in de gemeente Kalmthout.
Er was voor 1951 ook een station Kijkuit in Zeeuws-Vlaanderen tussen Axel en Hulst op spoorlijn 54 Mechelen - Terneuzen.

## Treindienst
| Serie       | Treinsoort               | Route                                                     | Bijzonderheden             |
| ----------- | ------------------------ | --------------------------------------------------------- | -------------------------- |
| S 32 2350   | S-trein Antwerpen (NMBS) | Puurs – Antwerpen-Centraal – Kijkuit – Essen              | Rijdt alleen op werkdagen. |
| S 32 2550   | S-trein Antwerpen (NMBS) | Puurs – Antwerpen-Centraal – Kijkuit – Essen – Roosendaal |                            |
| P 7200/8200 | Piekuurtrein (NMBS)      | Roosendaal – Kijkuit – Antwerpen-Centraal                 | Rijdt alleen op werkdagen. |

## Galerij

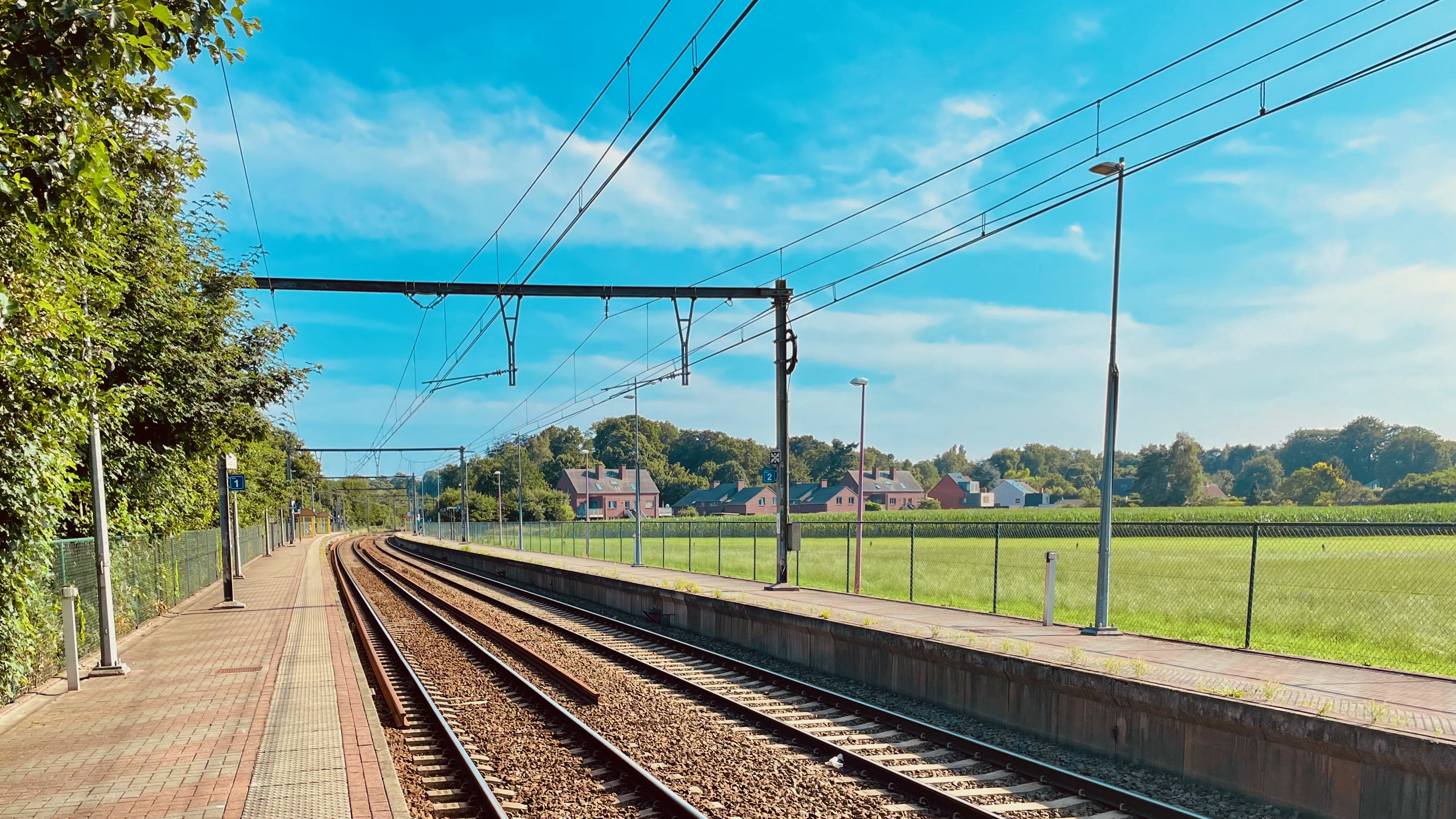
Zicht op de perrons
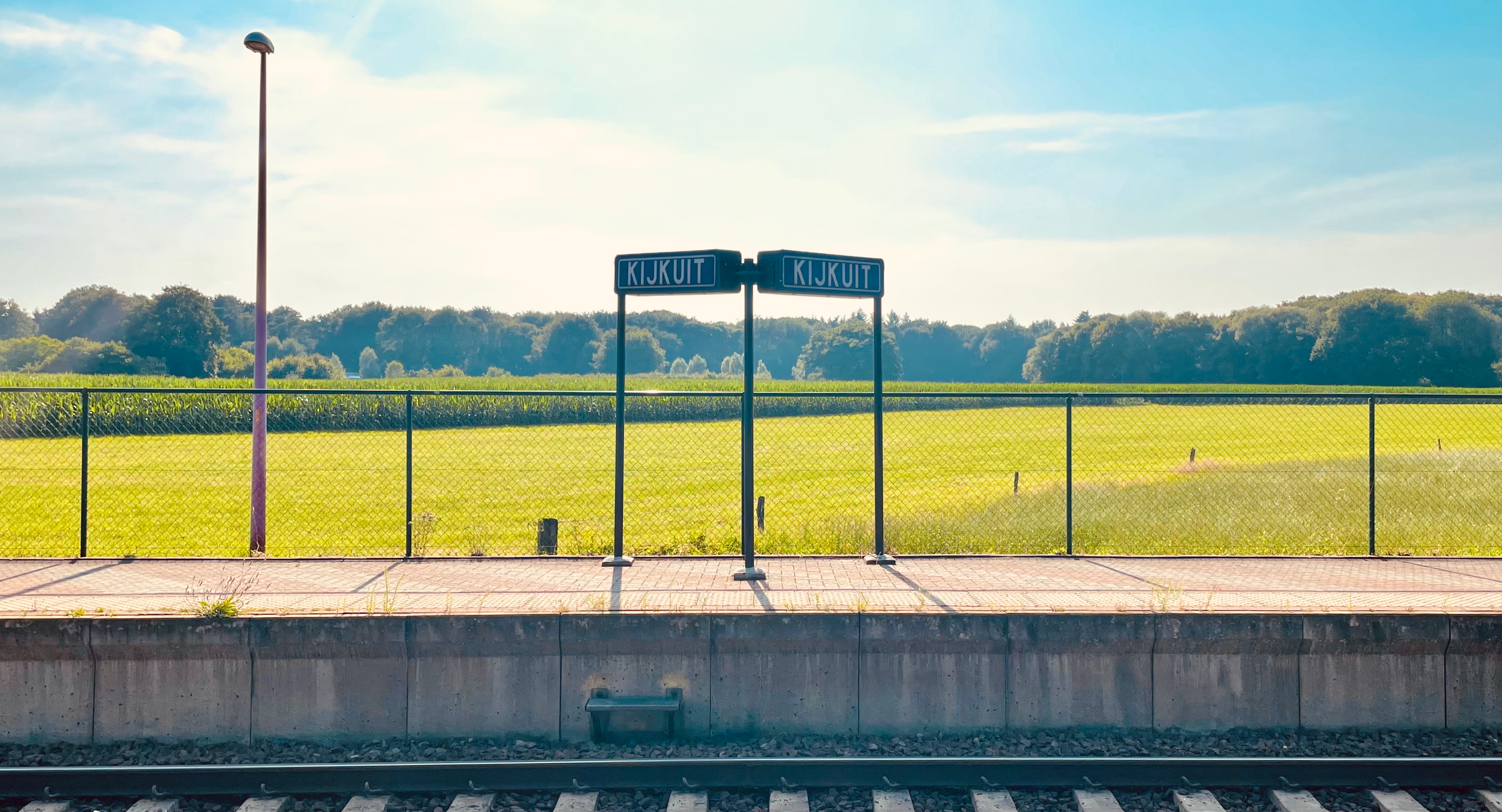
Plaatsnaamborden
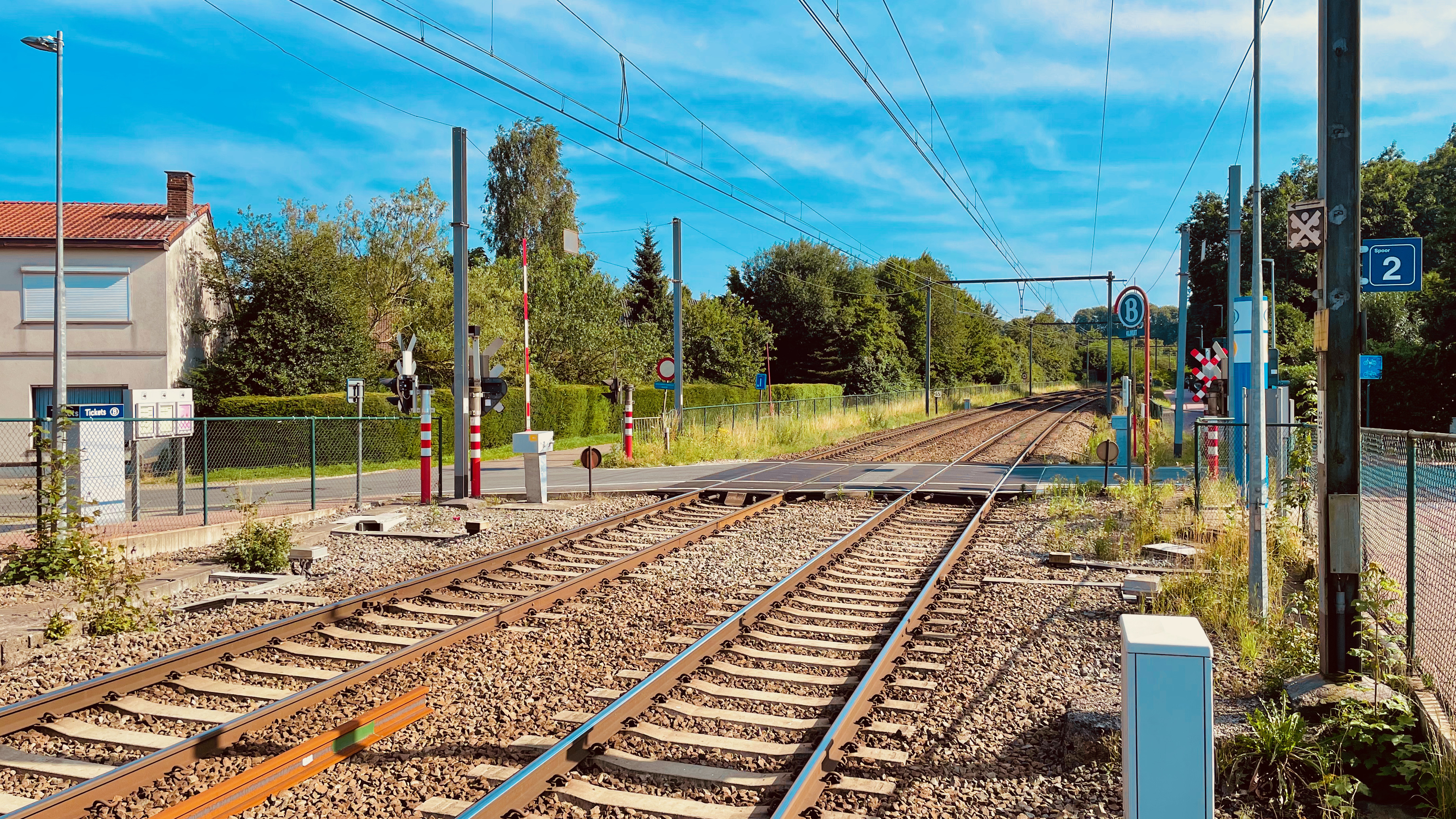
Overweg aan het station

## Reizigerstellingen
De grafiek en tabel geven het gemiddeld aantal instappende reizigers weer op een week-, zater- en zondag.
| Tabel: aantal instappende reizigers station Kijkuit | Tabel: aantal instappende reizigers station Kijkuit | Tabel: aantal instappende reizigers station Kijkuit | Tabel: aantal instappende reizigers station Kijkuit |
|                                                     | Weekdag                                             | Zaterdag                                            | Zondag                                              |
| --------------------------------------------------- | --------------------------------------------------- | --------------------------------------------------- | --------------------------------------------------- |
| 1977                                                | 190                                                 | 52                                                  | 53                                                  |
| 1978                                                | 228                                                 | 52                                                  | 81                                                  |
| 1979                                                | 194                                                 | 76                                                  | 98                                                  |
| 1980                                                | 187                                                 | 75                                                  | 42                                                  |
| 1981                                                | 230                                                 | 90                                                  | 75                                                  |
| 1982                                                | 220                                                 | 87                                                  | 57                                                  |
| 1983                                                | 215                                                 | 44                                                  | 33                                                  |
| 1984                                                | 188                                                 | 64                                                  | 42                                                  |
| 1985                                                | 172                                                 | 70                                                  | 71                                                  |
| 1986                                                | 179                                                 | 79                                                  | 59                                                  |
| 1987                                                | 204                                                 | 52                                                  | 44                                                  |
| 1988                                                | 165                                                 | 37                                                  | 59                                                  |
| 1989                                                | 185                                                 | 71                                                  | 73                                                  |
| 1990                                                | 208                                                 | 67                                                  | 58                                                  |
| 1991                                                | 214                                                 | 58                                                  | 73                                                  |
| 1992                                                | 268                                                 | 87                                                  | 62                                                  |
| 1993                                                | 197                                                 | 95                                                  | 86                                                  |
| 1994                                                | 259                                                 | 88                                                  | 87                                                  |
| 1995                                                | 243                                                 | 90                                                  | 74                                                  |
| 1996                                                | 233                                                 | 101                                                 | 86                                                  |
| 1997                                                | 266                                                 | 94                                                  | 112                                                 |
| 1998                                                | 143                                                 | 73                                                  | 68                                                  |
| 1999                                                | 125                                                 | 72                                                  | 64                                                  |
| 2000                                                | 150                                                 | 67                                                  | 95                                                  |
| 2001                                                | 129                                                 | 54                                                  | 48                                                  |
| 2002                                                | 139                                                 | 54                                                  | 80                                                  |
| 2003                                                | 128                                                 | 60                                                  | 67                                                  |
| 2004                                                | 132                                                 | 54                                                  | 66                                                  |
| 2005                                                | 124                                                 | 97                                                  | 64                                                  |
| 2006                                                | 111                                                 | 76                                                  | 70                                                  |
| 2007                                                | 137                                                 | 104                                                 | 62                                                  |
| 2008                                                | -                                                   | -                                                   | -                                                   |
| 2009                                                | 136                                                 | 54                                                  | 40                                                  |
| 2010                                                | -                                                   | -                                                   | -                                                   |
| 2011                                                | -                                                   | -                                                   | -                                                   |
| 2012                                                | 159                                                 | 115                                                 | 57                                                  |
| 2013                                                | 138                                                 | 100                                                 | 48                                                  |
| 2014                                                | 139                                                 | 66                                                  | 44                                                  |
| 2015                                                | 140                                                 | 70                                                  | 53                                                  |
| 2016                                                | 163                                                 | 42                                                  | 37                                                  |
| 2017                                                | 161                                                 | 70                                                  | 64                                                  |
| 2018                                                | 173                                                 | 110                                                 | 68                                                  |
| 2019                                                | 207                                                 | 88                                                  | 78                                                  |
| 2020                                                | 151                                                 | 63                                                  | 52                                                  |
| 2021                                                | -                                                   | -                                                   | -                                                   |
| 2022                                                | 155                                                 | 27                                                  | 18                                                  |
| 2023                                                | 163                                                 | 58                                                  | 49                                                  |
| 2024                                                | 242                                                 | 102                                                 | 88                                                  |

0,0: Antwerpen-Centraal ·
2,3: Antwerpen-Oost ·
3,4: Borgerhout ·
5,8: Antwerpen-Dam ·
8,3: Antwerpen-Luchtbal ·
9,1: Antwerpen-Noorderdokken ·
11,4: Ekeren ·
12,5: Sint-Mariaburg ·
13,8: Heikestraat ·
15,0: Kapellen ·
19,0: Kapellenbos ·
21,0: Heide ·
22,7: Kijkuit ·
24,0: Kalmthout ·
28,1: Wildert ·
32,1: Essen ·
23,0: Roosendaal ·
15,6: Oudenbosch ·
7,5: Zevenbergen ·
0,0: Moerdijk AR ·
0,0: Lage Zwaluwe